# Оскар Каллас
Оскар Каллас (ест. Oskar Kallas, нар. 25 жовтня 1868, Каарма-Кірікукюла, Сааремаа — пом. 26 січня 1946, Стокгольм, Швеція) — естонський дипломат, лінгвіст та фольклорист. Чоловік фінської письменниці Айно Каллас.

## Освіта
Оскар був наймолодшою дитиною в сім'ї. З самого дитинства проявляв зацікавленість естонським фольклором та фінно-угорськими мовами. Каллас допомагав Якобу Гурту у зборі епічної колекції естонської поезії. 1889 року він відвідав Фінляндію, яка дуже вразила його. З 1887 по 1892 рік вивчав класичну філологію в Тартуському університеті. З 1892 по 1893 рік вивчав фінський фольклор та фінно-угорські мови в Гельсінському університеті. 

## Естонське національне пробудження
Каллас, будучи студентом, був політично активною людиною. Разом із своїм другом Яаном Тиніссоном, який згодом став політиком та главою держави, був залучений до Націоналістичної студентської асоціації (Eesti Üliõpilaste). Був важливою фігурою у боротьбі Естонії за незалежність від Російської імперії.
Після закінчення університету Каллас працював вчителем в школах Нарви та Санкт-Петербурга. Тоді ж, 1886 року, разом з Яаном Тиніссоном, заснував престижну газету «Postimees», яка опонувала русифікації Естонії.

## Особисте життя
Навчаючись в Гельсінському університеті, Каллас познайомився з фольклористом Каарле Кроном, під керівництвом якого захистив докторську дисертацію 1901. 
6 серпня 1900 року одружився із сестрою Крона - Айно. З 1901 по 1903 працював викладачем лінгвістики Санкт-Петербурзького університету. 

## Кар'єра
В 1903 році Каллас працював журналістом газети «Postimees», поєднуючи це з вчителюванням в одній з шкіл Тарту. Був першим директором першої в Естонії дівочої школи (сьогодні Гімназія Мііни Герми), яка була заснована 1906 року. 1909 року став одним із засновників Естонського національного музею (Eesti Rahva Muuseum) в Тарту. Каллас також відомий тим, що досліджував мову та культуру естонських сіл.

### Дипломатія
Із здобуттям Естонією незалежності 1918 року, Каллас став дипломатом та представляв Естонію у Фінляндії. А з 1922 до 1934 року був дипломатичним представником Естонії у Великій Британії. 

## Екзиль
З приходом радянських військ Каллас із родиною емігрував до Швеції, де і прожив решту свого життя.